# Unione Corale La Spezia
L'Unione Corale La Spezia è un coro attivo a La Spezia dal 1919.
Ha annesso un archivio musicale, contenente anche alcuni inediti. Fra i suoi direttori vi sono stati Gabriella Rossi, Enrico Salines e Domenico Cortopassi. Dal 2011 è diretta da Sergio Chierici.

## Storia
L'Unione Corale nacque il 20 febbraio 1919 dalla fusione delle società corali spezzine “La Spezia”, “Giuseppe Verdi” e “Gioachino Rossini” in un unico coro di sole voci virili. In occasione della visita del Re d'Italia alla Spezia, nel maggio 1923, i festeggiamenti inclusero un concerto dell'Unione Corale e della Banda del Corpo Reali Equipaggi ai Giardini.
Nel gennaio 1929 un incendio, divampato nella sede, distrusse il patrimonio sociale dell'Unione Corale, che fu così costretta a ridurre al minimo la sua attività.
Tra il 1936 e il 1937, l'Unione Corale fu attiva sia come scuola di canto corale, con un complesso madrigalistico di 45 voci, sia come Scuola di musica, con un'orchestra sinfonica di 40 elementi, inclusa una sezione ricreativa. Nell'ottobre del 1937 consegnò a Benito Mussolini due dischi contenenti il Coro del pane, la Canta del Fronte e Ignoto Militi, che erano stati registrati l'anno precedente presso la Odeon per l'EIAR; dopo la Liberazione, ritornata autonoma, la Corale offrì il primo concerto postbellico cittadino il 18 ottobre del 1945.

## Premi e riconoscimenti
Nel luglio 1926 l'Unione Corale, diretta dal maestro Fidelio Finzi vinse il 1º Premio al concorso nazionale corale di Prato ottenendo il medaglione del Principe ereditario e la coppa del Capo del governo.
Nel settembre 1967 si aggiudicò il 3º premio al II Festival Nazionale Corali Polifoniche “Città di Orvieto” e il 28 ottobre 1968 ottenne il 1º premio alla Rassegna Nazionale di polifonia vocale per la categoria voci miste indetta a Roma dall'O.R.S.A.M. 